# Nadejda van Bulgarije

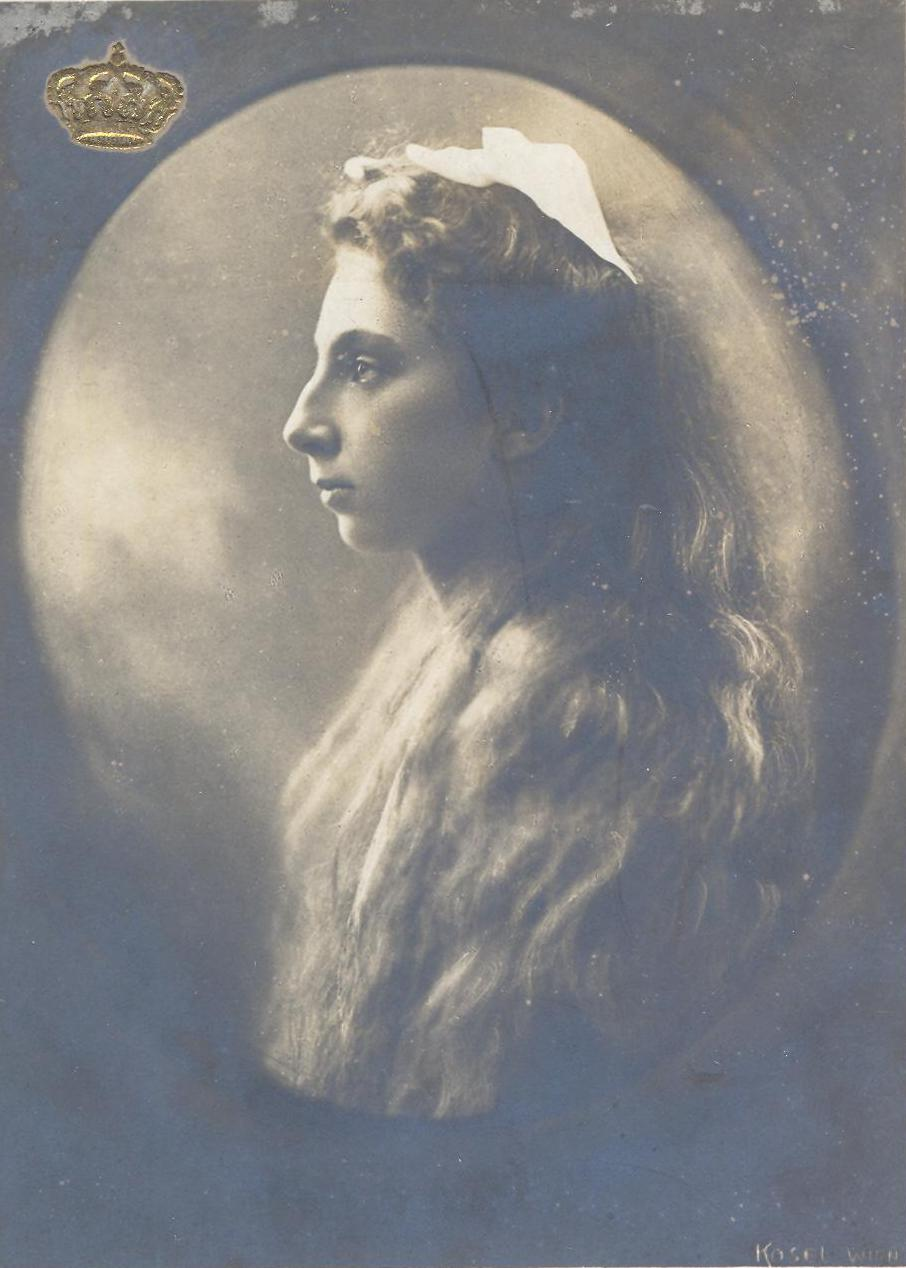
Nadejda van Bulgarije

Prinses Nadejda Clementine Maria Pia Majella van Bulgarije (Bulgaars: Надежда) (Sofia, 30 januari 1899 - Stuttgart, 15 februari 1958), was een lid van de koninklijke Bulgaarse familie. Ze kreeg de titel 'Prinses van Bulgarije'.
Ze werd geboren in Sofia als jongste dochter van Tsaar Ferdinand I van Bulgarije en diens eerste vrouw Tsarina Maria Louisa van Bourbon-Parma. Haar moeder stierf in het kraambed op 31 januari 1899, een dag na haar geboorte.
Nadejda was een jongere zus van kroonprins Boris (1894-1943), prins Cyril (1895-1945) en prinses Eudoxia (1898-1985). Nadejda's grootouders aan vaderskant waren prins August van Saksen-Coburg en Gotha en prinses Clementine van Orléans, dochter van koning Lodewijk Filips I van Frankrijk. Haar grootouders aan moederskant waren hertog Robert I van Parma en hertogin Maria Pia van Bourbon-Sicilië. 
Nadejda werd samen met haar zus prinses Eudoxia opgevoed en opgeleid door de tweede vrouw van Ferdinand I, hun stiefmoeder Eleonore van Reuss-Köstritz.
Prinses Nadejda trad op 24 januari 1924 in Bad Mergentheim, Duitsland in het huwelijk met hertog Albrecht Eugenius van Württemberg (1895-1954), de tweede zoon van Albrecht van Württemberg en Margaretha Sophie van Oostenrijk. Uit het huwelijk werden vijf kinderen geboren:
- Ferdinand Eugène (3 april 1925).
- Margaretha Louise (25 november 1928 – 10 juni 2017), trad in 1970 in het huwelijk met François Luce de Chevigny.
- Eugène Eberhard (2 november 1930), trad in 1962 in het huwelijk met aartshertogin Alexandra van Oostenrijk.
- Alexander Eugène (5 maart 1933).
- Sophie (16 januari 1937), huwde in 1969 Antonio Manuel Rôxo de Ramos-Bandeira.

Prinses Nadejda van Bulgarije stierf op 15 februari 1958 in Stuttgart.